# خوزه خسوس لانزا
خوزه خسوس لانزا (انگلیسی: José Jesús Lanza؛ زادهٔ ۱۰ اوت ۱۹۷۸) بازیکن فوتبال اهل اسپانیا است.
از باشگاه‌هایی که در آن بازی کرده‌است می‌توان به باشگاه فوتبال کادیس، باشگاه فوتبال لوانته، و باشگاه فوتبال پومفرادینا اشاره کرد.